# Campeonato de Estados Unidos de Ciclismo Contrarreloj
Los Campeonatos de Estados Unidos de Ciclismo Contrarreloj se organizan anualmente para determinar el campeón ciclista de Estados Unidos de cada año, en la modalidad. 
El título se otorga al vencedor de una única carrera, en la modalidad de contrarreloj individual. El vencedor obtiene el derecho a portar un maillot con los colores de la bandera de Estados Unidos hasta el campeonato del año siguiente, solamente cuando disputa pruebas contrarreloj.
Este campeonato se disputa desde 2000 ininterrumpidamente. Tradicionalmente siempre se disputaba en Filadelfia (Pensilvania), pero a partir de 2005 se disputa en Greenville (Carolina del Sur).

## Palmarés

### Competiciones masculinas

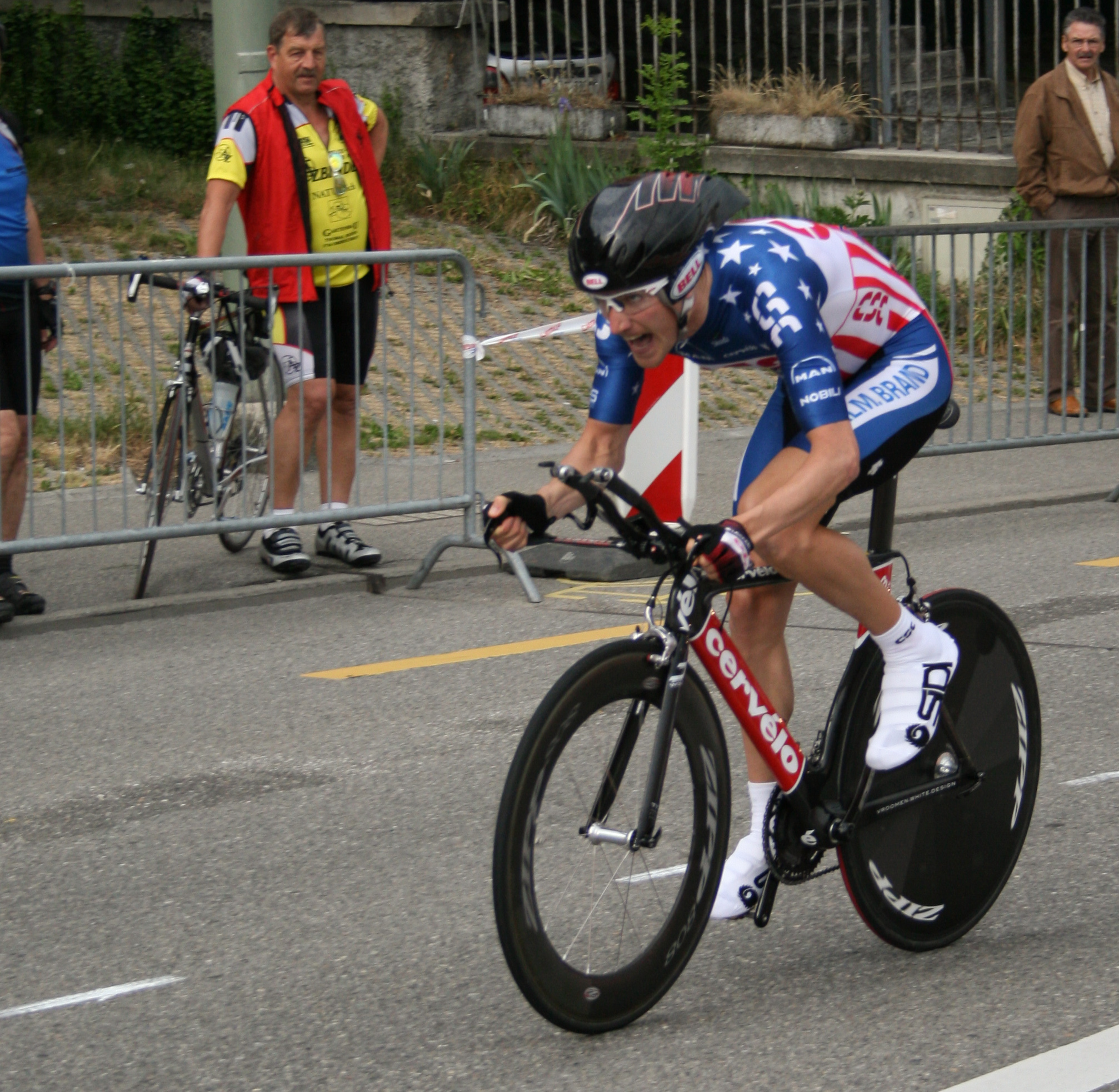
David Zabriskie con el maillot de campeón de USA.

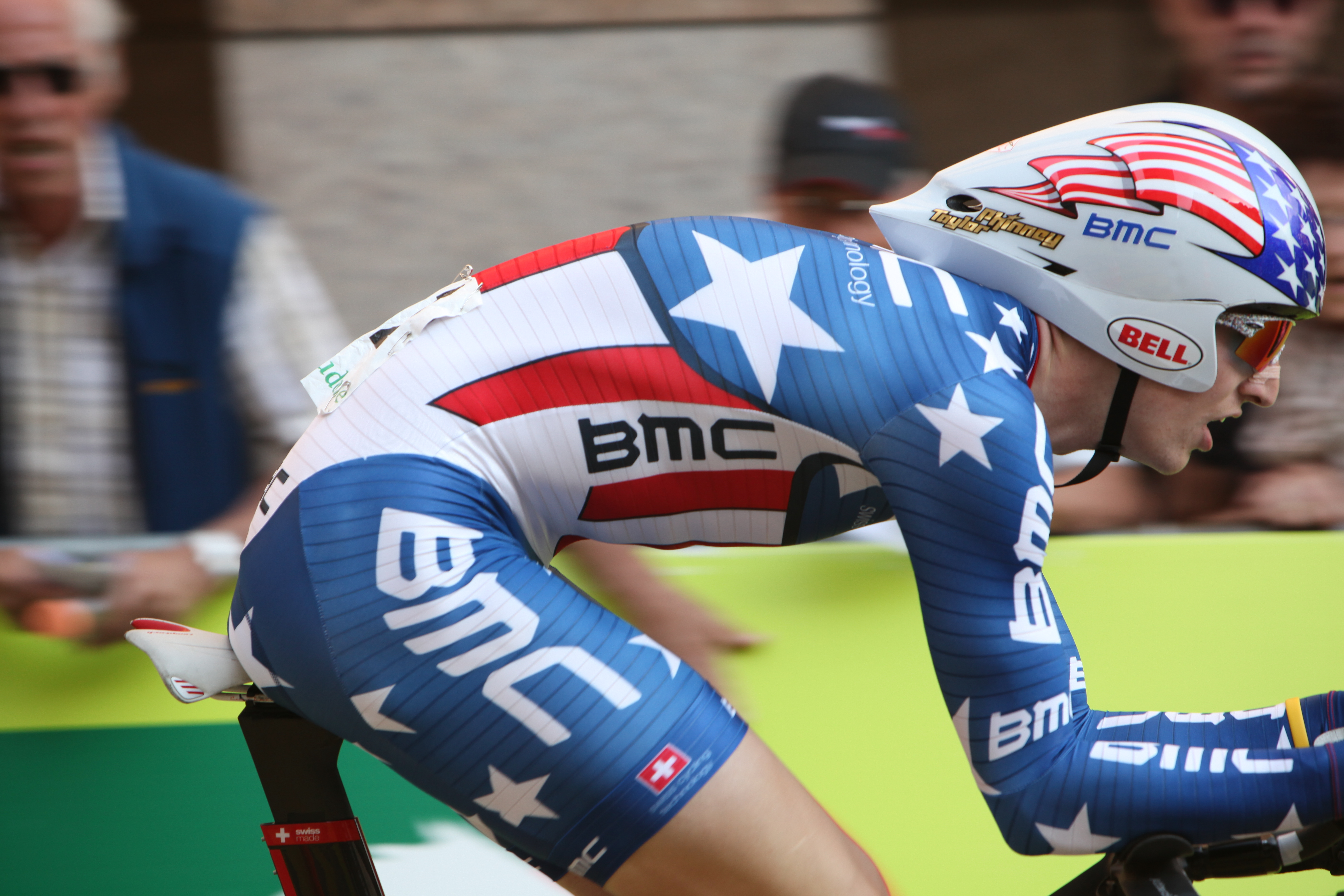
Taylor Phinney con el maillot de campeón de USA.

| Año  | Ganador            | Segundo            | Tercero              |
| ---- | ------------------ | ------------------ | -------------------- |
| 1997 | Jonathan Vaughters | Norman Alvis       | Colby Pearce         |
| 1998 | Dylan Casey        | Norman Alvis       | Frank McCormack      |
| 1999 | Levi Leipheimer    | Steve Hegg         | Chris Wherry         |
| 2000 | Adham Sbeih        | John Lieswyn       | Steve Hegg           |
| 2001 | Trent Klasna       | Adham Sbeih        | Doug Ziewacz         |
| 2002 | Dylan Casey        | Chris Horner       | Chris Baldwin        |
| 2003 | Chris Baldwin      | Tom Danielson      | Jason McCartney      |
| 2004 | David Zabriskie    | John Lieswyn       | Kenny Williams       |
| 2005 | Chris Baldwin      | Jeff Louder        | Bernard Van Ulden    |
| 2006 | David Zabriskie    | Chris Baldwin      | Jason McCartney      |
| 2007 | David Zabriskie    | Danny Pate         | Timothy Duggan       |
| 2008 | David Zabriskie    | Tom Zirbel         | Christian Vandevelde |
| 2009 | David Zabriskie    | Tom Zirbel         | Scott Zwizanski      |
| 2010 | Taylor Phinney     | Levi Leipheimer    | Bernard Van Ulden    |
| 2011 | David Zabriskie    | Tom Zirbel         | Matthew Busche       |
| 2012 | David Zabriskie    | Tejay van Garderen | Brent Bookwalter     |
| 2013 | Tom Zirbel         | Brent Bookwalter   | Nathan Brown         |
| 2014 | Taylor Phinney     | Tom Zirbel         | David Williams       |
| 2015 | Andrew Talansky    | Benjamin King      | David Williams       |
| 2016 | Taylor Phinney     | Tom Zirbel         | Alexey Vermeulen     |
| 2017 | Joey Rosskopf      | Brent Bookwalter   | Neilson Powless      |
| 2018 | Joey Rosskopf      | Chad Haga          | Brent Bookwalter     |
| 2019 | Ian Garrison       | Neilson Powless    | George Simpson       |
| 2020 | No celebrado       | No celebrado       | No celebrado         |
| 2021 | Lawson Craddock    | Chad Haga          | Tejay van Garderen   |
| 2022 | Lawson Craddock    | Magnus Sheffield   | George Simpson       |
| 2023 | Brandon McNulty    | Will Barta         | Joey Rosskopf        |
| 2024 | Brandon McNulty    | Tyler Stites       | Neilson Powless      |
| 2025 | Artem Shmidt       | Anders Johnson     | Joshua Lebo          |

### Competiciones femeninas
| Año  | Ganadora            | Segunda          | Tercera             |
| ---- | ------------------- | ---------------- | ------------------- |
| 1989 | Jeanne Golay        |                  |                     |
| 1990 | Inga Thompson       |                  |                     |
| 1991 | Inga Thompson       |                  |                     |
| 1992 | Jeanne Golay        |                  |                     |
| 1993 | Rebecca Twigg       |                  |                     |
| 1994 | Rebecca Twigg       |                  |                     |
| 1995 | Mari Holden         | Jeanne Golay     | Dede Demet-Barry    |
| 1996 | Mari Holden         | Alison Dunlap    | Linda Brenneman     |
| 1997 | Elizabeth Emery     | Dede Demet-Barry | Rebecca Twigg       |
| 1998 | Mari Holden         | Karen Kurreck    | Giana Roberge       |
| 1999 | Mari Holden         | Elizabeth Emery  | Emily Robbins       |
| 2000 | Mari Holden         | Karen Kurreck    | Pamela Schuster     |
| 2001 | Kimberly Baldwwin   | HOLDEN Mari      | Pamela Schuster     |
| 2002 | Kimberly Baldwwin   | Amber Neben      | Tina Mayolo-Pic     |
| 2003 | Kimberly Baldwwin   | Dede Demet-Barry | Amber Neben         |
| 2004 | Christine Thornburn | Amber Neben      | Dede Demet-Barry    |
| 2005 | Kristin Armstrong   | Amber Neben      | Christine Thornburn |
| 2006 | Kristin Armstrong   | Amber Neben      | Christine Thornburn |
| 2007 | Kristin Armstrong   | Amber Neben      | Christine Thornburn |
| 2008 | Alison Powers       | Mara Abbott      | Christina Ruiter    |
| 2009 | Jessica Phillips    | Evelyn Stevens   | Alison Powers       |
| 2010 | Evelyn Stevens      | Amber Neben      | Mara Abbott         |
| 2011 | Evelyn Stevens      | Amber Neben      | Kristin Armstrong   |
| 2012 | Amber Neben         | Evelyn Stevens   | Alison Powers       |
| 2013 | Carmen Small        | Kristin McGrath  | Alison Powers       |
| 2014 | Alison Powers       | Carmen Small     | Evelyn Stevens      |
| 2015 | Kristin Armstrong   | Carmen Small     | Amber Neben         |
| 2016 | Carmen Small        | Amber Neben      | Kristin Armstrong   |
| 2017 | Amber Neben         | Lauren Stephens  | Leah Thomas         |
| 2018 | Amber Neben         | Tayler Wiles     | Emma White          |
| 2019 | Amber Neben         | Chloé Dygert     | Leah Thomas         |
| 2020 | No celebrado        | No celebrado     | No celebrado        |
| 2021 | Chloé Dygert        | Amber Neben      | Leah Thomas         |
| 2022 | Leah Thomas         | Amber Neben      | Zoe Ta-Perez        |
| 2023 | Chloé Dygert        | Lauren Stephens  | Amber Neben         |
| 2024 | Taylor Knibb        | Kristen Faulkner | Amber Neben         |
| 2025 | Emily Ehrlich       | Kristen Faulkner | Alia Shafi          |

## Estadísticas

### Más victorias
| Ciclista        | Victorias | Años                                |
| --------------- | --------- | ----------------------------------- |
| David Zabriskie | 6         | 2006, 2007, 2008, 2009, 2011 y 2012 |
| Taylor Phinney  | 3         | 2010, 2014 y 2016                   |
| Chris Baldwin   | 2         | 2003 y 2005                         |
| Joey Rosskopf   | 2         | 2017 y 2018                         |
| Lawson Craddock | 2         | 2021 y 2022                         |
| Brandon McNulty | 2         | 2023 y 2024                         |

| Ciclista          | Victorias | Años                          |
| ----------------- | --------- | ----------------------------- |
| Mari Holden       | 5         | 1995, 1996, 1998, 1999 y 2000 |
| Kristin Armstrong | 4         | 2005, 2006, 2007 y 2015       |
| Amber Neben       | 4         | 2012, 2017, 2018 y 2019       |
| Kimberly Baldwwin | 3         | 2001, 2002 y 2003             |
| Inga Thompson     | 2         | 1990 y 1991                   |
| Rebecca Twigg     | 2         | 1993 y 1994                   |
| Alison Powers     | 2         | 2008 y 2014                   |
| Evelyn Stevens    | 2         | 2010 y 2011                   |
| Carmen Small      | 2         | 2013 y 2016                   |